# Marco Materazzi
Marco Materazzi (Lecce, 19 d'agost del 1973), és un exfutbolista professional i entrenador italià.

## Biografia
Materazzi no va debutar en el futbol professional italià fins a l'any 1995, quan va fitxar per l'A.C. Perugia que en aquell moment disputava la Sèrie B. Durant la seva etapa al Perugia va estar cedit en dues ocasions, una al Capri Calcio de Sèrie C, i una altra al Everton FC de la Premier League anglesa, on va deixar rastre del seu joc agressiu amb tres expulsions en una temporada.
Durant la temporada 2000-2001 va marcar 12 gols amb el Perusa, el que suposava un rècord per un defensa a Itàlia, el que li va servir per fitxar el 2001 per l'Inter de Milà, el seu club actual, en una operació propera als 18 milions de dòlars. A Milà, ha aconseguit guanyar dues Copes d'Itàlia, dues Supercoppa, i una Escudetto, a més a més de debutar amb la selecció italiana.
El central italià ha estat sempre objecte d'una forta polèmica degut al seu estil de joc que, no en poques ocasions, ha estat denominat com a violent i provocador. De fet, ha lesionat a jugadors com Filippo Inzaghi, Zlatan Ibrahimovic o Andrí Xevtxenko, a qui va arribar a ferir als genitals. Tot i això, molts el consideren el millor defensa de la selecció italiana, després d'Alessandro Nesta o Fabio Cannavaro.
Com a dada anecdòtica, poc després de l'incident amb Zinédine Zidane, Marco va sortir en un anunci comercial de Nike, en el qual es fa gala del que va passar amb el jugador francès.
Materazzi, està casat amb Daniela i junts tenen tres fills, Gianmarco, Davide i Anna.

### Selecció italiana
Amb la selecció italiana va disputar la Copa del Món de 2002 a Corea i Japó, l'Eurocopa de 2004 celebrada a Portugal, i el Mundial del 2006 a Alemanya on va aconseguir la Copa del Món amb un gol seu de cap. Va destacar a més a més, en aquest campionat per l'agressió que va rebre en el temps extra de la final de part de Zinédine Zidane, el qual va suposar pel francès una expulsió directa que era el punt final a la seva carrera futbolística.
Les seves característiques són un bon joc aeri, un bot xut ja sigui de penal o de lliure directe i un joc bastant fort.

## Participació en Copes del Món
| Mundial                     | Seu                  | Resultat         |
| --------------------------- | -------------------- | ---------------- |
| Copa del Món de Futbol 2002 | Corea del Sud i Japó | Vuitens de Final |
| Copa del Món de Futbol 2006 | Alemanya             | Campió           |

## Clubs
| Club           | País       | Any        |
| -------------- | ---------- | ---------- |
| Messina Calcio | Itàlia     | 1990-1991  |
| Tor di Quinto  | Itàlia     | 1991-1993  |
| SC Marsala     | Itàlia     | 1993-1994  |
| AS Trapani     | Itàlia     | 1994-1995  |
| Perugia Calcio | Itàlia     | 1995-1996  |
| Carpi Calcio   | Itàlia     | 1996-1997  |
| Perugia Calcio | Itàlia     | 1997-1998  |
| Everton FC     | Anglaterra | 1998-1999  |
| Perugia Calcio | Itàlia     | 1999-2001  |
| Inter de Milà  | Itàlia     | 2001- 2011 |

## Títols obtinguts

### Nacionals
| Títol              | Club  | País   | Any     |
| ------------------ | ----- | ------ | ------- |
| Copa italiana      | Inter | Itàlia | 2004-05 |
| Supercopa italiana | Inter | Itàlia | 2005    |
| Copa italiana      | Inter | Itàlia | 2005-06 |
| Supercopa italiana | Inter | Itàlia | 2006    |
| Lliga italiana     | Inter | Itàlia | 2006-07 |
| Lliga italiana     | Inter | Itàlia | 2007-08 |
| Supercopa italiana | Inter | Itàlia | 2008    |
| Lliga italiana     | Inter | Itàlia | 2008-09 |
| Copa italiana      | Inter | Itàlia | 2009-10 |
| Lliga italiana     | Inter | Itàlia | 2009-10 |

### Campionats Internacionals
| Títol                      | Equip (*)     | Any     |
| -------------------------- | ------------- | ------- |
| Copa del Món               | Itàlia        | 2006    |
| Lliga de Campions          | Inter de Milà | 2009-10 |
| Campionat del Món de Clubs | Inter de Milà | 2010    |

(*) Incloent-hi la Selecció

## Curiositats
- Segons el programa dominical "Fantástico", difós per la TV Globo del Brasil, després de la final del Mundial de Futbol d'Alemanya, els insults de Materazzi van ser desxifrats per un grup de sords experts en la lectura dels llavis. L'emissora va opinar que l'insult va ser la causa del descontrol d'en 'Zizou', qui va donar un cop de cap contra el pit de l'italià i que va acabar expulsat del camp al minut 110 de l'últim partit de la seva carrera, en el qual Itàlia es va acabar imposant a França als penals.
- El diari de Londres The Guardian, va certificar que Materazzi va dir "ets un algerià de merda", acompanyat del qualificatiu "terrorista".
- Representants de SOS Racisme van demanar a la FIFA, mitjançant un comunicat, que investigués les circumstàncies que van rodejar l'expulsió de Zidane:

| «             | Segons diverses fonts molt ben informades del món del futbol, sembla que el jugador italià Marco Materazzi va dir a Zinedine Zidane "terrorista fastigós". Tenint en compte que el Mundial s'havia col·locat sota el signe de la lluita contra el racisme (...) demanem a la FIFA que estigui a l'altura de les seves declaracions." | » |
| — SOS Racisme | |   |

Tot i que als dos mesos va confessar que va agafar de la samarreta a Zinedine Zidane i aquest va dir-li:
- -La vols? Si vols, quan acabi el partit te la dono.
- -Prefereixo la teva germana - va dir Marco Materazzi.